# Cycadeoidales
Cycadeoidales is in de paleobotanie een botanische naam voor een orde van uitgestorven planten. Voor deze groep wordt ook de naam Bennettitales wel gebruikt, of andere informele namen (bijvoorbeeld schijnpalmvarens of in het Engels: de "cycadeoids" of de "bennettitaleans"). Ook is er geen overeenstemming over de rang die aan deze groep moet worden toegekend.
Aangezien zij alleen fossiel bekend zijn is er relatief weinig van deze planten bekend. Het waren zaadplanten, die niet hoorden tot de bedektzadigen: de onderlinge relatie tussen de diverse groepen is en blijft enigszins speculatief. 
Fossielen van de Cycadeoidales zijn gevonden in het Trias, Jura en Krijt. Het is van gevonden fossielen niet altijd duidelijk of zij tot deze groep of tot de palmvarens (Cycadales) horen.  
Bekende geslachten zijn: Williamsonia, Williamsoniella, Cycadeoidea.
Externe link
- Benettitales bij de universiteit van Berkeley